# Latina ecleziastică
Latina ecleziastică (uneori denumită latina Bisericii) este forma limbii latine utilizate de Biserica Romano-Catolică în liturghie și administrație.
Cum au arătat cercetările moderne efectuate îndeosebi în abația Solesmes (din departamentul francez Sarthe), începând cu a doua jumătate a secolului al XIX-lea, accentul textului latin este la rădăcina ritmului gregorian. Pentru o bună execuție a cântecului gregorian, accentul este prioritar. Pronunțarea ecleziastică este relativ secundară (o fonetică clasică nu schimbă natura melodiei).

## Folosire
Primele șapte concilii ecumenice și-au formulat definițiile dogmatice în greacă și, chiar la Roma, greaca a fost limba originală a liturghiei, și în care primii papi au scris. De fapt, la Roma, la sfârșitul Republicii și la începutul Imperiului, elita înțelegea, în mod curent, greaca, deși afacerile de stat erau conduse în latină. Cărțile care au devenit Noul Testament au fost inițial redactate în greacă, și nu au fost traduse în latină decât mai târziu.
Utilizarea latinei ca limbă oficială de către Sfântul Scaun este o moștenire istorică și, în mod teoretic, orice altă limbă ar putea fi aleasă. Totuși, o asemenea schimbare apare puțin probabilă. Ca limbă ieșită din uzul curent (o „limbă moartă” în practică, chiar dacă unii contestă această idee), latina prezintă avantajul că sensul cuvintelor nu riscă să se schimbe radical de la un secol la altul. Acest fapt permite garantarea unei precizii suficiente a discursului teologic, protejând defințiile ortodoxe. De aceea, ultimii papi au reafirmat importanța latinei pentru Biserică, îndeosebi pentru cei care fac studii ecleziastice.
Biserica continuă să publice texte liturgice oficiale în latină, ceea ce îi permite să dispună de o referință unică pentru traducerile în toate celelalte limbi. Același lucru este valabil și pentru textele oficiale de drept canonic. Totuși, de la Conciliul Vatican II din 1962-1965, latina nu mai este oficial limba exclusivă a riturilor liturgice roman și ambrozian. Această mișcare are rădăcini mai vechi.
De câteva secole, uzul limbii latine ca limbă de comunicare s-a stins, chiar la universitari; iar documentele produse de Sfântul Scaun sunt în general redactate într-o limbă modernă. Cu toate acestea, textul autentic, de referință, publicat în Acta Apostolicae Sedis, este de obicei redactat în limba latină, chiar dacă acest text nu este disponibil decât mai târziu. De exemplu, Catehismul Bisericii Catolice a fost redactat inițial în franceză și a fost publicat în această limbă în 1992. Dar cinci ani mai târziu, când textul latin a fost publicat în 1997, textul francez a trebuit să suporte câteva corecturi, pentru a fi repus în conformitate cu versiunea latină.
Unele enciclici papale au fost publicate în limbi moderne. Cazurile mai cunoscute sunt: Non abbiamo bisogno din 1931, în italiană, Mit brennender Sorge din 1937, în germană, respectiv Nos es muy conocida, tot din 1937, în spaniolă.
În materie liturgică, regula acuală în vigoare privitoare la utilizarea latinei în liturgia euharistică a Ritului roman precizează: „Mesa este celebrată în latină sau în altă limbă, cu condiția ca textele liturgice folosite să fi fost omologate conform normei de drept. Doar în cazul celebrărilor Mesei pe care autoritățile ecleziastice le desemnează ca trebuind să se desfășoare în limba țării, preoții sunt totuși și peste tot autorizați să celebreze mesa în latină” (Redemptionis Sacramentum, 112).

## Fonetică
Latina scrisă astăzi, așa cum este folosită în Biserică, nu diferă semnificativ de latina clasică. Studierea limbii lui Cicero  și a lui Vergiliu este suficientă pentru înțelegerea, într-un mod adecvat, a latinei Bisericii. Totuși, cei care sunt interesați doar de textele ecleziastice preferă să-și limiteze studiul autorilor antici, al căror vocabular apare mai puțin frecvent în documentele Bisericii.

### Pronunția
Pronunția latinei utilizate în cântecul gregorian și în liturghia în rit latin nu este aceeași cu aceea din latina clasică. Ea a fost fixată sub Carol cel Mare, cu ars bene loquendi (ca parte a Trivium Quadrivium-ului ) care a modificat locul accentului din latina clasică.

### Pronunțarea romană[3]
În cele mai multe țări, cei care se exprimă în latina ecleziastică urmează pronunțarea devenită tradițională la Roma, dând literelor valoarea pe care o au în italiana modernă, dar fără să se facă distincția de deschiderea pentru e și o; ae și oe se confundă cu e; în fața acestor vocale și i, literele c și g se pronunță [t͡ʃ] (ca în românește [ce] și [ci]) și respectiv [d͡ʒ] (ca în românește [ge] și [gi]); ti urmat de o vocală este pronunțat, în general, [t͡si], (ca în românește [ț]), (dacă nu sunt în urma lui s, t sau x). Acești oratori pronunță v consoană (care nu se scrie u) ca în română, iar consoanele duble se pronunță ca atare. Nicio distincție nu se face între vocalele lungi și vocalele scurte.

#### Pronunțarea vocalelor
- a se pronunță ca în română (tată, mamă, casă)
- e se pronunță ca în cuvintele românești: merg, eclipsă, metru
- i se pronunță ca în română (vin, plin).
- o se pronunță ca în română (oră).
- u se pronunță ca în română (unde, cum).
- ae și oe se pronunță [e] (aeternae).
- ai și ou se pronunță în două silabe (hiat).
- au, ay, eu și ei sunt diftongi.

#### Pronunțarea consoanelor
- c se pronunță [k] în fața unei consoane și în fața vocalelor a, o și u (credo, carmen, cor, cum). Altfel, servește la marcarea altor sunete:
  - sc se pronunță [ʃ] (ca în română: [ș]), (ascendit).
  - c se pronunță [t͡ʃ] (ca în română; [ce] și [ci]), în fața lui  e sau i.
  - cc se pronunță [tt͡ʃ] (ecce, eccilla), în fața lui e sau i.
  - xc se pronunță [kʃ] (in excitus).
  - ch se pronunță [k] (cherubim).
- g  se pronunță [d͡ʒ] (ca în română: [ge] sau [gi]), în fața lui e sau i (agimus).
- gn se pronunță [ɲ] (agnus).
- j se pronunță [j] și formează un diftong cu vocala următoare (Jesus).
- m și n se articulează puternic și nu nazalizează vocala precedentă (semper, sanctus).
- s se pronunță întotdeauna [s] (Jesus).
- x se pronunță [ks] (exaudi).
- ti se pronunță [t͡zi] sau [t͡si] (ca în română: [ț]): (grátia, tértia, étiam, loquéntium) când această silabă este urmată de o vocală și precedată de orice literă, cu excepția lui s, x și t; în celelalte cazuri, ea se pronunță [ti] (hóstia, modéstia, iústior), dar și pentru infinitivul verbelor deponente (pati, pátier, pátior, verti, vértier, convérti, convértier).
- z se pronunță [dz] (zelus).
- ph se pronunță [f].
- h este, în general, mut (nu se pronunță).[4]

### Alte pronunțări
Clericii din unele țări urmează tradiții care pot, în anumite cazuri, să fie foarte diferite. De exemplu, în țările slave și germanofone, litera c înainte de vocalele e sau i ia valoarea lui [t͡s] (ca în română: [ț]); iar litera g este pronunțată dur în orice poziție, niciodată [d͡ʒ].
Diferențele sunt cu atât mai marcate cu cât este vorba de epoci mai vechi. Restituirea operelor religioase, îndeosebi baroce și din Renaștere, a dat loc utilizării unei pronunțări uneori foarte diferite de pronunțarea romană.

#### Pronunțarea după modelul francez (muzica franceză dintre secolele al XVII-lea și al XX-lea)
- c se pronunță [k] în fața lui a, o et u, dar [s] în fața lui i, e, æ și œ, chiar dacă este precedat de o consoană (ecce, súscipe, excélsis).
- j se pronunță [ʒ], ca în franceză (jaune: [ʒon]).
- g se pronunță [ɡ] în fața lui a, o și u, dar [ʒ] în fața lui i, e, æ și œ.
- gn se pronunță întotdeauna [gn].
- h este, în general, mut.
- qu se pronunță [kw] (quam, quárum, quóndam ca în franceza fouet), doar în fața lui i se pronunță [kɥ] (quía, réquiem ca în franceza fuite) și poate pur și simplu [k] pentru câteva cuvinte.
- r este în general rulat ([r]).
- ti se pronunță [si] (grátia ca "gracieux" din franceză, tértia, étiam, loquéntium) când această silabă este urmată de o vocală și precedată de orice literă, în afară de s, x și t; în celelalte cazuri, se pronunță [ti] (hóstia ca "hostie" în franceză, modéstia, iústior), dar și infinitivul verbelor deponente (pati, pátier, pátior, verti, vértier, convérti, convértier).
- v se pronunță ca în franceză.
- u se pronunță [y], ca în franceză (chute: [ʃyt]).
- um se pronunță [ɔm] (ca în franceză, homme).
- un se pronunță [ɔ̃] sau [œ̃], potrivit cuvintelor, cel mai aproape de cuvântul francez (mundi ca "monde", unctio ca "onction", sunt ca "sont", defunctis ca "défunt").
- au se pronunță [o], ca în franceză (paume: [pom]).
- en se pronunță [ɛ̃] sau [ɛn] (mai ales la sfârșitul cuvântului).
- in se pronunță [ɛ̃] sau [in] (mai ales la sfârșitul cuvântului).
- on se pronunță [ɔ̃] sau [ɔn] (mai ales la sfârșitul cuvântului).

## Ars bene loquendi

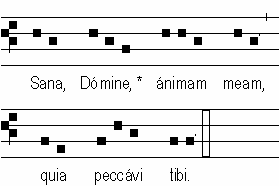
Exemplu de stil silabic.

În cântarea gregoriană melodia doar urmează accentele frazei, subliniindu-le. Această situație este foarte fracventă în antifoane și în piesele silabice.

### Locul accentului latin
Cuvintele latine polisilabice se organizează în jurul unei silabe accentuate:
- Cuvintele monosilabice nu sunt accentuate (decât la sfârșitul frazei).
- În cuvintele cu două silabe, accentul tonic cade pe prima silabă.
- În cuvintele cu mai mult de două silabe, accentul tonic cade pe penultima silabă sau pe precedenta.

Locul accentului tonic este indicat în cărți printr-un accent ascuțit: [′]. Locul accentului tonic nu este indicat (în general) decât pentru cuvintele cu trei sau mai multe silabe.
Pentru determinarea cu certitudine a locului accentului tonic, trebuie văzută într-un dicționar lungimea silabelor:
- Dacă penultima silabă este lungă, ea este accentuată (o vocală dublă este accentuată, tot așa și atunci când o vocală este urmată de două consoane);
- Dacă penultima silabă este scurtă, accentul tonic cade pe precedenta silabă (antepenultima silabă).

Accentul tonic poate cădea, în mod excepțional, pe ultima silabă a cuvântului dacă un cuvânt monosilabic este aruncat la sfârșitul frazei sau dacă provine din ebraică.